# 신하라자땃쥐
신하라자땃쥐(Crocidura hikmiya)는 땃쥐과에 속하는 포유류의 일종이다. 최근 2007년에 형태학과 분자생물학적 자료를 통해 기록된 종으로 스리랑카 우림에서 발견되었다. 근연종은 스리랑카긴꼬리땃쥐와 스리랑카 흰이땃쥐류 땃쥐로 스리랑카의 중앙산악지대의 고지대 서식지에서 살고 있다. 신하라자땃쥐는 스리랑카긴꼬리땃쥐보다 꼬리가 짧다. 이 두 종을 구별하는 나머지 방법은 사실상 골해부학적인 방법뿐이다.